# Raficer comú
El raficer comú (Raphicerus campestris) és una espècie de mamífer artiodàctil de la subfamília dels antilopins. És un petit antílop africà d'aspecte similar a l'oribí, distribuït per les sabanes de l'Àfrica oriental i austral. És molt àgil i prefereix els brots més nutritius i tendres, fulles noves, flors i fruits. És l'únic bòvid que remou la terra amb les potes per defecar-hi i orinar-hi.

## Descripció
Els racifers s'assemblen a un Oribi petit, de 45 a 60 cm a l'espatlla i una mitjana d'uns 12 kg. El seu pelatge és ombrívol, des que és cervatell fins al vermellós o ataronjat. La part inferior, incloent la barbeta i la gola, és blanca, igual que l'anell al voltant de l'ull. Les orelles són grans amb "marques de dits" a l'interior. Els mascles tenen banyes rectes, llises i paral·leles de 7 a 19 cm de llarg. Hi ha una forma de mitja lluna negra entre les orelles, un llarg pont negre al nas negre brillant i una glàndula aromàtica circular negra davant de l'ull. La cua no sol ser visible, només fa 4-6 cm de llarg.

## Dieta
La pastura dels raficers se sol fer en vegetació de baix nivell (no poden arribar a superar els 0,9 m), però també són hàbils rascant arrels i tubercles. Al Parc Nacional Kruger central, els raficers mostren una clara preferència per les plantes herbàcies, i després les plantes llenyoses (especialment Flueggea virosa) quan hi ha poques plantes herbàcies disponibles. També agafen fruits i només molt poques vegades pasturaran a l'herba. Són gairebé totalment independents de l'aigua potable, obtenint la humitat que necessiten pel seu menjar.

## Distribució i habitat
Hi ha dos grups diferents de distribució dels raficers. A l'Àfrica oriental, es troba al centre i el sud de Kenya i al nord de Tanzània. Abans estava molt estès a Uganda, però ara gairebé segur que s'ha extingit en aquest espai. Al sud d'Àfrica, es troba a Angola, Namíbia, Sud-àfrica, Eswatini, Botswana, Moçambic, Zàmbia, Zimbabwe i probablement a Lesotho.
Els raficers viuen en una varietat d'hàbitats des d'un semidesèrtic, com ara la vora del desert de Kalahari i el parc nacional d'Etosha, fins a boscos oberts i matolls, com ara planes obertes, sabana pedregosa i mosaics de pastures d'acàcia. Es diu que afavoreixen els hàbitats inestables o de transició. Almenys a la part central del Parc Nacional Kruger, Sud-àfrica, el racifer mostra una clara preferència per la sabana Acacia tortilis durant tot l'any, sense tendència a migrar cap a zones més humides durant l'estació seca, a diferència de molts ungulats de la sabana africana més grans, incloses les espècies simpàtriques. amb el racifer a la temporada humida.
La densitat de població és típicament de 0,3 a 1,0 individus per Km2, arribant a 4 per Km2 en hàbitats òptims.